# Вислав Валкуски
Вислав Валкуски пол. Wiesław Wałkuski; — польский художник-плакатист, графический дизайнер, иллюстратор. Его плодовитое творчество включает картины, художественные плакаты, иллюстрации. В настоящее время, выставки Вислава Валкуски можно встретить в музеях. С 1987 года работает фрилансером.

## Биография и творчество
Вислав Валкуски родился в 1956 году в Белостоке, Польша. В 1981 окончил Академию изящных искусств в Варшаве. В числе его преподавателей были: Мачей Урбанец, который читал лекции в дизайне плакатов, и Тереза Понговская, читавшая лекции по живописи. По окончании учебы он работал Polfilm и Film Polski для создания иллюстраций и дизайна обложки. В этот период он также работал с визуальными студийными издательствами и многочисленными театральными группами, производящими произведения для произведений. В 1987 году он начал свою карьеру как внештатный графический дизайнер.
В настоящее время, Вислав Валкуски создал более 200 плакатов с его именем и также продолжает свою работу в качестве дизайнера плакатов, иллюстратора и живописца. Он живет и работает в  Варшаве. Его работы представлены на крупных польских и международных выставках плакатов, в том числе в галерее The Weidman в Западном Голливуде.

## Награды
- 1981 — 3-я премия, конкурс «Национальные идеи солидарности», Варшава (Польша)
- 1983 — 2-я премия, Международный кинофестиваль, Чикаго (США)
- 1986 — 1-я премия, Международный кинофестиваль, Чикаго (США)
- 1988 — 1-я премия, Hollywood Reporter Key Art. Awards, Лос-Анджелес (США)
- 1988 — 2-я премия, Международный кинофестиваль, Чикаго (США)
- 1990 — 2-я премия, Hollywood Reporter Key Art Awards, Лос-Анджелес (США)
- 1990 год — 2-я премия, Международная биеннале плакатов, Мехико (Мексика)
- 1992 — 2-я премия, Международная выставка клубных художников, Нью-Йорк (США)
- 1992 год — приз Лахты Магики (Финляндия)
- 1993 — 3-я премия, Биеннале Международного театрального театра, Жешув (Польша)
- 1995 — премия Ассоциации польских художников, Биеннале польского плаката, Катовице (Польша)
- 1996 — 3-я премия, Международный фестиваль плакатов, Шомон (Франция)
- 1997 — 2-я премия, Гран-при, Биеннале польского плаката, Катовице (Польша)
- 1997 — 3-й приз, III-й Международный театральный плакат, Оснабрюк (Германия)
- 1998 — 1-й приз, 20-летие со дня рождения понтификата Иоанна Павла II (по приглашению), Варшава (Польша)